# Cà Rigo
Cà Rigo là một ngôi làng nhỏ (tiếng Ý: curazia) ở San Marino. Ngôi làng này thuộc về đô thị Borgo Maggiore.